# Schradera cuatrecasasii
Schradera cuatrecasasii är en måreväxtart som beskrevs av Paul Carpenter Standley och Julian Alfred Steyermark. Schradera cuatrecasasii ingår i släktet Schradera och familjen måreväxter. Inga underarter finns listade i Catalogue of Life.